# Мики Маус (сериал)
„Мики Маус“ (на английски: Mickey Mouse) е американски анимационен сериал, продуциран от Disney Television Animation. Сериалът включва емблематичните герои на „Дисни“ – Мики Маус, Мини Маус, Доналд Дък, Гуфи, Дейзи Дък, Плуто и други. Сериалът е разработен от художника Пол Ръдиш, един от създателите на сериала „Симбионичен титан“ по Cartoon Network, който е ръководещ режисьор и изпълнителен продуцент на сериала. Анимацията е осигурена от Mercury Filmworks.
Пилотният епизод Croissant de Triomphe е първоначално пуснат като специален поглед на 12 март 2013 г. по Disney.com. Сериалът е официално е излъчен премиерно на 28 юни същата година по Disney Channel, който е последван от издания по Disney.com и Watch Disney Channel. Общото 18 епизода са излъчвани в първия сезон, докато вторият сезон е излъчен премиерно на 11 април 2014 г., който съдържа 19 епизода. Третият сезон е излъчен премиерно на 17 юли 2015 г. с излъчените 20 епизода. Четвъртият и последен сезон е излъчен премиерно на 9 юни 2017 г. с 19 епизода. Петият и последният сезон на оригиналния сериал се излъчен премиерно на 6 октомври 2018 г. с 18 епизода.